# Нездув (Люблінське воєводство)
Нездув (пол. Niezdów) — село в Польщі, у гміні Ополе-Любельське Опольського повіту Люблінського воєводства.
Населення — 612 осіб (2011).
У 1975-1998 роках село належало до Люблінського воєводства.

## Демографія
Демографічна структура станом на 31 березня 2011 року:
|          | Загалом | Допрацездатний вік | Працездатний вік | Постпрацездатний вік |
| -------- | ------- | ------------------ | ---------------- | -------------------- |
| Чоловіки | 299     | 52                 | 210              | 37                   |
| Жінки    | 313     | 77                 | 161              | 75                   |
| Разом    | 612     | 129                | 371              | 112                  |